# Prueba de alergia
Las pruebas de alergia pueden ayudar a confirmar o descartar alergias y, en consecuencia, reducir las reacciones adversas y limitar la evitación innecesaria y los medicamentos. El diagnóstico correcto de alergia, el asesoramiento y el asesoramiento de evitación basados en resultados válidos de pruebas de alergia son de suma importancia y pueden ayudar a reducir la incidencia de síntomas, la necesidad de medicamentos y mejorar la calidad de vida. Un proveedor de atención médica puede usar los resultados de la prueba para identificar los desencadenantes alérgicos específicos que pueden estar contribuyendo a los síntomas. Con esta información, junto con un examen físico y un historial de casos, el médico puede diagnosticar la causa de los síntomas y adaptar los tratamientos que ayudarán al paciente a sentirse mejor. Un resultado negativo puede ayudar al médico a descartar alergias para considerar otras posibilidades. Descartar las alergias es tan importante como confirmarlas para limitar la evitación innecesaria, la preocupación y el impacto social negativo.
Las pautas de los NIH para el diagnóstico y manejo de la alergia alimentaria y el diagnóstico y manejo del asma recomiendan análisis de sangre para alergias o pruebas de punción cutánea para determinar de manera confiable la sensibilización alérgica.
Para un análisis de sangre de alergia, se envía una muestra de sangre del paciente a un laboratorio para su análisis. Los análisis de sangre para alergias miden la presencia de anticuerpos IgE contra alimentos específicos, pólenes, ácaros, animales, insectos y otros factores ambientales. (IgE, abreviatura de "inmunoglobulina E", es el anticuerpo que desencadena los síntomas de alergia alimentaria). El médico observa los resultados de la prueba para ayudar a determinar si el paciente tiene alergias. Los análisis de sangre para alergias no se ven afectados por el uso de antihistamínicos y pueden realizarse en personas con erupciones cutáneas extensas que impiden el uso de pruebas de punción cutánea. Para bebés y niños pequeños, un pinchazo con una aguja para análisis de sangre en alergias suele ser más suave que varios análisis de piel. 
Para una prueba de punción cutánea, se pincha al paciente con una serie de agujas que contienen extractos de desencadenantes alérgicos. El médico busca reacciones fuertes como ronchas o protuberancias rojas para determinar si el paciente tiene alergias. Este método, aunque desagradable para los niños pequeños y las personas a las que no les gustan los pinchazos con agujas, es beneficioso porque la persona puede descubrir una alergia aguda con personal sanitario especialmente capacitado disponible para detener las reacciones alérgicas potencialmente mortales, como una reacción anafiláctica inesperada. También puede permitir que a la persona se le receten herramientas para la intervención necesaria si la anafilaxia vuelve a ocurrir, como una autoinyector de epinefrina. La epinefrina actúa rápidamente para inducir vasoconstricción, aumentando el flujo sanguíneo a los órganos vitales y relajando los músculos lisos de las vías respiratorias, permitiendo que el paciente respire hasta que lleguen los servicios de emergencia. 